# 昭和残侠伝 死んで貰います
『昭和残侠伝 死んで貰います』（しょうわざんきょうでん しんでもらいます）は、1970年9月22日に公開された日本の長篇劇映画、任侠映画である。昭和残侠伝シリーズの第7作品として1970年に公開された。監督はマキノ雅弘、主演は高倉健。チーフ助監督を澤井信一郎が務めた。

## スタッフ
- 企画：俊藤浩滋、吉田達
- 脚本：大和久守正

- 撮影：林七郎、清水政郎
- 録音：広上益弘
- 照明：川崎保之丞
- 美術：藤田博

- 編集：田中修
- 助監督：沢井信一郎
- 擬斗：日尾孝司
- 進行主任：東一盛

- 装置：吉田喜義
- 装飾：上原光雄
- 記録：高津省子
- 現像：東映化学

- 音楽：菊池俊輔
- 主題歌：『昭和残侠伝』（キングレコード）（作詞・作曲：水城一狼 唄：高倉健）
- 監督：マキノ雅弘

## 出演者
- 花田秀次郎：高倉健

- 幾江：藤純子

- 権藤熊次郎（観音熊）：山本麟一
- 書生節の男：津川雅彦

- 芸者：三島ゆり子
- 花田武史：松原光二
- 花田お弓：上村香子
- 小夜：八代万智子

- 花田清吉：加藤嘉
- 花田お秀：荒木道子
- お峰：石井富子
- 早船徳治：高野真二
- 駒井甚造：諸角啓二郎

- 芸者屋のおかみ：赤木春恵
- 芸者：小倉康子
- 望月：日尾孝司
- 花田康男：真田広之
- ：佐藤晟也
- 小島：永山一夫
- 小夜：南風夕子

- 竹七：小林稔侍
- 弥市：久地明
- 駒井の子分：伊達弘
- 駒井の子分：久保一
- 看守：山田甲一
- 寺田の子分：土山登士幸
- 茨の常：花田達
- ：相馬剛三
- 駒井の子分：木川哲也

- 賭け場の客：佐川二郎
- 賭け場の客：山浦栄
- 駒井の子分：畑中猛重
- 寺田の子分：青木卓司
- ：星野みどり
- ：竹村清女
- 賭け場の客：五野上力
- 寺田の子分：高月忠
- 高須準之助
- 亀山達也

- 寺田友之助：中村竹弥
- 坂井：長門裕之

- 風間重吉：池部良

以下ノンクレジット
- 賭け場の客：河合絃司、美原亮三
- 子分：泉福之助、清水照夫、沢田浩二

## 同時上映
『ずべ公番長 夢は夜ひらく』
- 主演：大信田礼子 / 監督：山口和彦

## エピソード
- ちばあきお著『キャプテン』第4巻「対青葉再試合決定!?の巻」で取材に来た新聞記者たちに自己紹介としてセカンドの丸井が趣味は映画をみにいくことを挙げ、「最近でいえばえーと、あのなんてったかなあ、健さんのでた、ほらあの『死んでもらいます』っていうやつ」と答える場面がある。

- 高倉健主演の任侠映画は鑑賞後、お客が"なりきり健さん"になって劇場から出てきたことで知られるが[2]、大学が江古田にあった高田文夫は、東池袋の新文芸坐で毎週土曜のオールナイトでやっていた『高倉健五本立て』を毎回観て、劇場を一歩出たら「死んで貰います」と言って犬を蹴飛ばしていたという[2]。